# Фурманівська сільська рада (Новоукраїнський район)
| Фурманівська сільська рада — колишній орган місцевого самоврядування у Новоукраїнському районі Кіровоградської області з адміністративним центром у с. Фурманівка. Сільській раді підпорядковані населені пункти: - с. Фурманівка - с. Щасливка |

## Склад ради
Рада складається з 12 депутатів та голови.

### Керівний склад ради
| ПІБ                           | Основні відомості                                                    | Дата обрання | Дата звільнення |
| ----------------------------- | -------------------------------------------------------------------- | ------------ | --------------- |
| Павленко Надія Олексіївна     | Сільський голова, 1956 року народження, освіта, позапартійна         | 26.03.2006   | 19.05.2008      |
| Логвиненко Катерина Василівна | Сільський голова, 1982 року народження, освіта, член народної партії | 23.12.2008   | 31.10.2010      |
| Логвіненко Катерина Василівна | Сільський голова, 1982 року народження, освіта вища, позапартійна    | 31.10.2010   |                 |

Примітка: таблиця складена за даними джерела

## Населення
За переписом населення України 2001 року в сільській раді мешкало 627 осіб.

### Мова
Розподіл населення за рідною мовою за даними перепису 2001 року:
| Мова       | Відсоток |
| ---------- | -------- |
| українська | 91,53 %  |
| молдовська | 4,47 %   |
| вірменська | 1,60 %   |
| російська  | 1,12 %   |
| білоруська | 0,48 %   |
| болгарська | 0,48 %   |
| румунська  | 0,16 %   |